# Drahoslava
Drahoslava ist ein Vorname.

## Herkunft und Varianten
Der Name die tschechische und slowakische weibliche Form von Dragoslav und Drahoslav. Er ist abgeleitet von den slavischen Elementen dragu (kostbar) und slava (Ruhm).
In anderen Sprachen lautet der Name etwa Draga/Dragica (kroatisch) Dragoslava/Draga/Dragica (serbisch) und Draga/Dragica (slowenisch). 

## Bekannte Namensträgerinnen
- Drahoslava Altenberg-Kohl (* 1949), tschechische Ärztin und Unternehmerin